# Ammónia
Az ammónia (vagy régies nevén légköneg) nitrogén és hidrogén vegyülete, képlete NH3. Normálállapotban jellegzetes szúrós szagú, gáz-halmazállapotú anyag, maró és mérgező hatású.
Az ammónia a salétromsavval együtt a legrégebben ismert, legelterjedtebb és legfontosabb nitrogénvegyületek közé tartozik.

## Története
Az ammónia szó az óegyiptomi Amun, Amn-ból származik, valószínű jelentése: jelenj meg. Ebből lett Ámon, eredetileg az egyiptomiak helyi istene, majd Ámon-Ré néven az egyiptomi napisten.
A líbiai sivatagban volt egy Ammonion nevű oázis, benne egy híres Ámon-templom, melyet sok zarándok keresett fel. A zarándokok tevéinek felhalmozódó trágyáját elégették, a lerakódó korom szublimációjával nyerték a szalmiáksót, melyet már Hérodotosz, később Sztrabón is említ.
A gáz-halmazállapotú ammóniát 1774-ben Priestley állította elő. Scheele csakhamar bebizonyította, hogy nitrogént tartalmaz, Berthollet pedig az összetételét állapította meg. Akkoriban alkali volatile salis ammoniaci névvel jelölték; e nevet Bergmann ammoniacum-ra rövidítette.

## Előfordulása
Az ammónia a természetben a levegőben és a meteoros csapadékokban, valamint a talajban, ásványos vizekben, növényi és állati szervezetekben fordul elő. A levegőbe az ammónia javarészt bizonyára a föld felületéről, párolgás útján jut, majd ott elektromos kisülések, vagy égési folyamatok révén keletkezett szénsavval, salétromossavval és salétromsavval vegyülve e savak ammóniumsói alakjában a csapadékokba kerül. Magyarországon az éves átlagkoncentráció 2 ppb (part per billion). A talajban az ammónia főképpen vulkánok közelében és kráterében, klorid és szulfát alakjában, továbbá égő széntelepek közelében, a toszkánai bórsavas fumarolák gőzében és sóiban, valamint a szerves anyagok rothadási termékében, sok helyen (így a guanóban és bűzös gázokban is) előfordul. A növényekben ammónia rendszerint kimutatható; az állati szervezet különféle részeiben, például a vérben, a szövetekben, a vizeletben és a kilélegzett levegőben is található. Madarak, gyíkok és kígyók vizeletében jelentős mennyiségű a húgysavas ammónium; emlősök vizelete csak kevés ammóniumsót tartalmaz.
Nitrogént tartalmazó szénvegyületek, különösen a karbamid és fehérjefélék korhadásakor és rothadásakor jelentős mennyiségű ammónia, illetőleg ammóniumsó keletkezik. Ammónia keletkezik még szerves anyagok, például szaru, csontok, kőszén stb. száraz desztillációjakor is.

### Földön kívüli előfordulása
A Jupiter és a Szaturnusz magas szintű hideg felhőzetében oktaéderes ammóniakristályok lebegnek, amelyek halojelenséget váltanak ki. Kémiai megfelelőjét leginkább az N2H6 képlettel írhatnánk le. Ezek egyedi kristályszemcsék, eltérően a Földön, fagyasztással létrejövő, köbös szerkezetű ammóniától, amely tetszőlegesen sok kristályelem ismétlődéséből jön létre (egykristály, vagy hó).

## Előállítása
Ammónia keletkezik elemeiből: hidrogénből és nitrogénből szintézis útján, valamint bomlás útján számos nitrogéntartalmú vegyületből. A hidrogén és a nitrogén közönséges hőmérsékleten nem hatnak egymásra, de ha kifejlődésük pillanatában elegyednek, vagy ha elegyükön elektromos szikra csap át, valamint platinaháló hatására keletkezik egy kevés ammónia. Ilyen szintézises úton állította elő Fritz Haber karlsruhei tanár (ozmiumot vagy uránkarbidot mint katalizátort alkalmazva) az ammóniát hidrogén- és nitrogéngázból nyomás alatt. Napjainkban is iparilag egy ehhez hasonló módszerrel állítanak elő ammóniát (Haber-Bosch-eljárás). A nitrogén oxidjai, valamint a salétromossav és a salétromsav a fejlődő hidrogéntől, vagy katalizátor (például platinaháló, réz-oxid, vas-oxid stb.) jelenlétében, a hidrogéngáztól ammóniává redukálódnak. Az ammónia keletkezésének a legutóbbi módját ipari előállításánál értékesítik. Ammónia előállítható bármely ammóniumsóból, ha azt erős bázissal hevítjük. Kisebb mennyiségben laboratóriumi célokra, rendszerint ammónium-kloridból állítható elő, kalcium-hidroxid és ammónium-klorid keverékét gömblombikban melegítve. A fejlődő ammóniagázt megszárítása végett égetett mésszel vagy kálium-hidroxid darabkákkal töltött csövön átáramoltatjuk, és higannyal telt gazométerben fogjuk fel. Nagyobb mennyiségben az ammóniagázt és vizes oldatát világítógáz és a koksz gyártásával kapcsolatosan állítják elő. Ezen anyagok gyártásánál ugyanis nitrogéntartalmú kőszenet szárazon desztillálnak. Ilyenkor egyszerűbb és összetettebb szénhidrogének, hidrogén, víz, szén-dioxid, ammóniagáz és ennek különféle organikus származéka keletkezik. A vizes desztillációs termékben, az ún. gázvízben, empireumás és kátrányos anyagok, illékony bázisos szénvegyületek mellett, az ammónia részben mint ilyen, részben pedig karbonát, szulfid, rodanid stb. alakjában oldva marad. A literenként 5-20 gramm ammóniát tartalmazó gázvízből az ammóniát desztillálják. A forraláskor különben nem illékony és el nem bomló ammóniumvegyületek elbontása végett azonban a gázvízhez előbb égetett meszet kevernek. A desztillálást a szeszgyártásnál használatos rektifikáló készülékek módjára szerkesztett desztilláló készülékben végzik, úgy, hogy a vízgőz részben megsűrűsödve a kazánba visszafolyik, az ammóniával telített gőz pedig a hűtőkészülékben áramlik. A még szennyezett ammóniát ezután a szén-dioxidtól és kén-hidrogéntől való megtisztítása végett mésztejen át, majd az empireumás anyagoktól való megtisztítása végett faszén szűrőkön át áramoltatják, végül pedig az ammóniagázt vagy komprimálják, vagy ammóniaoldat készítése végett vízzel töltött abszorpciós edényekbe vezetik, vagy savakkal ammóniumsókká alakítják.

## Tulajdonságai

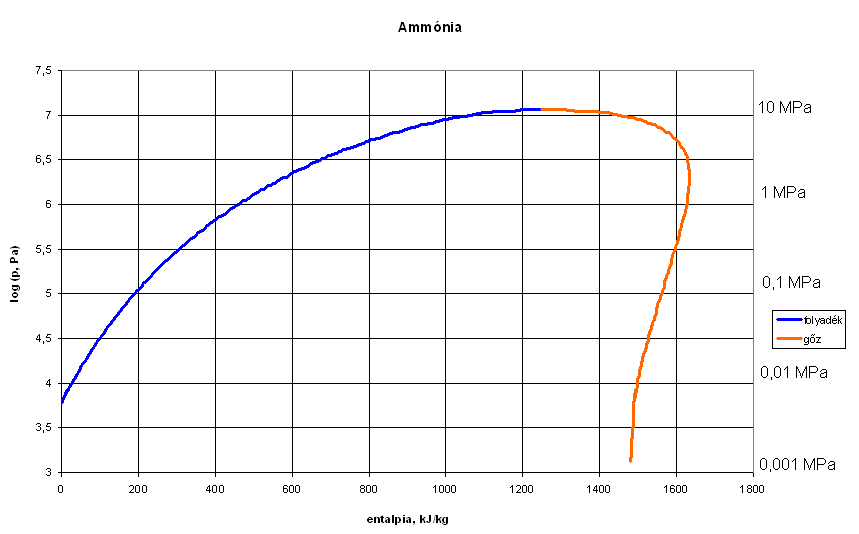
Ammónia nyomás–entalpia diagramja

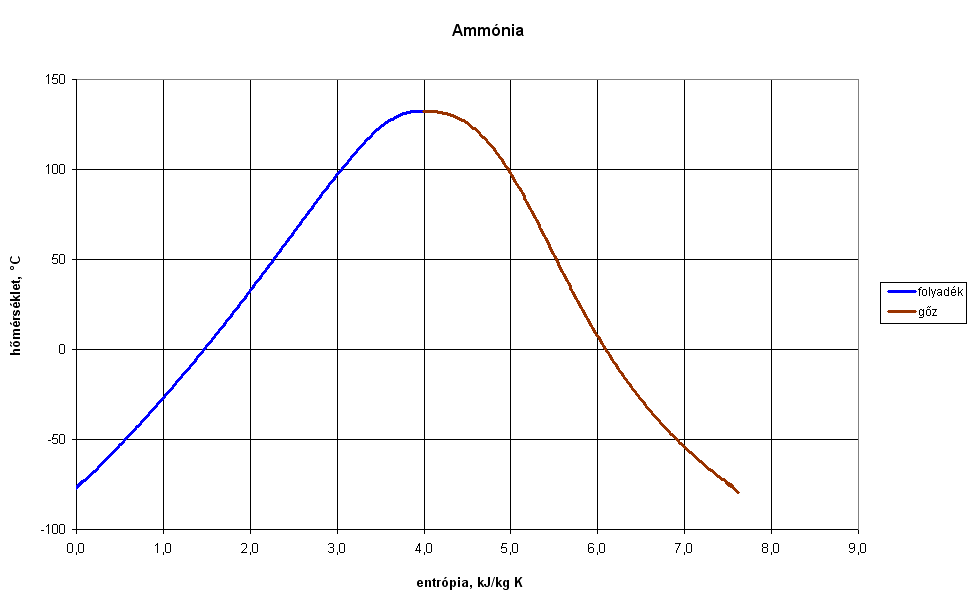
Ammónia hőmérséklet–entrópia diagramja

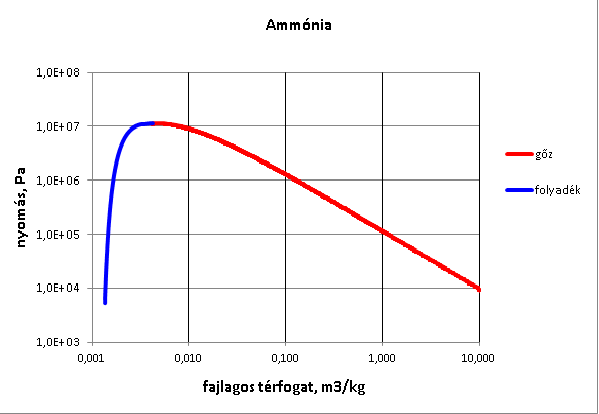
Ammónia nyomás–térfogat diagramja, logaritmikus léptékezéssel

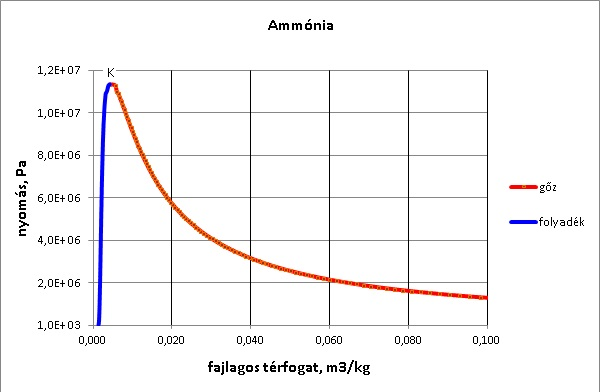
Ammónia nyomás–térfogat diagramja, lineáris léptékezéssel

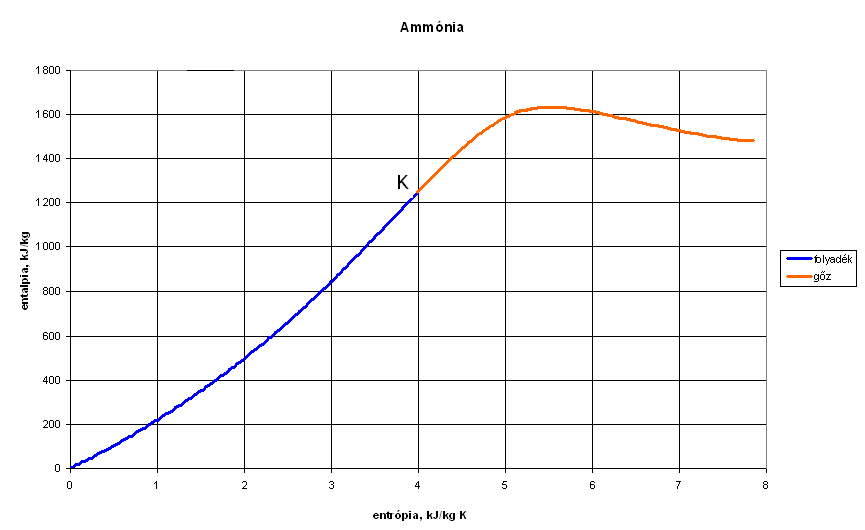
Ammónia entalpia–entrópia diagramja a hármasponttól a kritikus pontig

Közönséges hőmérsékleten és nyomás mellett az ammónia színtelen, különösen átható, szúrós, kábító szagú, könnyezésre ingerlő gáz. Maró égető, lúgos ízű. Sűrűsége a levegőére (1) vonatkoztatva 0,5971. Egy köbméter ammónia tömege 0,7719 kg.
| nyomás (bar) | hőmérséklet (°C) | folyadék (m³/kg) | gőz (m³/kg) |
| ------------ | ---------------- | ---------------- | ----------- |
| 1            | -33,34           | 0,001466         | 1,1379      |
| 8,57         | +20              | 0,001638         | 0,14922     |

A Pallas nagy lexikona adata tehát az atmoszferikus nyomású, gáz-halmazállapotú ammóniára vonatkozik.
Fajlagos hőkapacitása állandó térfogaton 23 és 100 °C között 0,5202 J·kg‒1·K‒1. A légnemű ammónia hővezetési együtthatója 0 °C-on 0,0224 W/m K. Kritikus hőmérséklete 132 °C, kritikus nyomása 115 bar. Fagyáshője a hármasponton (-77,7 °C) 331,37 kJ/kg. Minthogy az ammónia kritikus hőmérséklete magas, a cseppfolyós ammónia pedig nem túlságosan alacsony hőmérsékleten (‒33,4 °C-on) forr, az ammónia aránylag könnyen cseppfolyósítható, és pedig ‒33,4 °C-on 1 bar vagy 10 °C-on kb. 6,5 bar nyomás alatt. A cseppfolyósított ammónia színtelen, mozgékony (viszkozitása 0,19 mPa s), rendkívül gyorsan elpárolgó folyadék. Sűrűsége 642 kg/m³. Fajlagos hőkapacitása 4,6 kJ/kg K, tehát a vízénél nagyobb, párolgáshője (1273 kJ/kg) szintén igen jelentékeny. E sajátságai nagy fontosságúak az ammóniának hűtőgépekben való alkalmazásánál. A folyósított ammónia elpárologtatva kicsi lehűlés közben, vagy szilárd szén-dioxid és éter elegyéből álló hűtőkeverékben lehűtve, fehér, kristályos, szagtalan tömeggé fagy meg, amely ‒77 °C-on megolvad. Víz az ammóniagázt igen bőségesen oldja; így 1 térfogat víz 0 °C-on 1298,9; 12 °C-on 865,5; 20 °C-on 710,6 térfogat ammóniagázt nyel el, miközben a folyadék felmelegszik és térfogata növekszik, tehát sűrűsége csökken. Alkoholban az ammónia kevésbé oldódik, mint vízben. Magas hőmérsékletre hevítve vagy elektromos szikrák hatására az ammónia hidrogén- és nitrogéngázra bomlik. A könnyebben redukálható fémoxidokat az izzáson redukálja, miközben vízzé ég el, és nitrogéngáz fejlődik. Klórgázt ammónia vizes oldatába áramoltatva, robbanó klórnitrogén, jód hatására pedig robbanó jódnitrogén keletkezhetik. Savakkal hőfejlődés közben ammónium-sókká egyesül. Az ammónia mérgező, maró hatású. Sok levegővel hígítva és a belélegzéskor a nyálkahártyákat izgatja és vértódulást okoz, töményebb állapotban levegővel beszívva heves köhögést, hangrésgörcsöt okoz. Belsőleg, csekélyebb mennyiségben alkalmazva múlékonyan izgat, a lélegzést élénkíti, a vérnyomást növeli és izzadást vált ki; nagyobb mennyiségben alkalmazva gyomor- és bélgyulladást, fulladást, görcsöket, szívbénulást okoz. A vér oxihemoglobinját redukálja. A lélegzéskor elviselhető ammóniatartalom a levegőben legfeljebb 0,03% lehet. Csekély mennyiségű ammónia a rothadás folyamatát gyorsítja, de 2-3%-nál több a rothadást határozottan gátolja. Az ammóniagáz vizes oldata az ammóniaoldat (maró ammóniaoldat, szalmiákszesz, szalamiákszesz), az iparban nagy fontosságú. A legtöményebb oldat jégszesz néven is ismeretes; a 10%-os, 0,96 fajsúlyú oldat (Liquor Ammoniae, liquor ammonii caustici, spiritus salis ammoniaci caustici, szalmiákszesz) gyógyszerként használatos. Az ammóniaoldat sűrűsége annál csekélyebb, minél több ammóniát tartalmaz az oldat. Az ammóniaoldat színtelen, ammónia szagú és ízű folyadék. 
Az ammóniagáz a vízben nemcsak egyszerűen oldódik, hanem a vízzel reakcióba is lép (lásd az ábrát). Az ammónia nagyobb része ammónium-hidroxid alakjában van a vízben oldva. Az ammónium-hidroxid azonban tisztán nem állítható elő, csak formálisan tekinthető létező vegyületnek. E felfogás helyes voltát bizonyítja az ammóniaoldat kémiai viselkedése, amely a vízoldható fém-hidroxidokéhoz igen hasonló, nevezetesen, hogy a savakat lúgok módjára ammóniumsókká semlegesíti és fémsók oldatából az illető fémhidroxidot lecsapja, továbbá az a tény is, hogy az ammóniaoldat az elektromosságot vezeti, azaz ammónium-hidroxid a disszociált formában van az oldatban. Ebből adódik az ammóniaoldat lúgos kémhatása is. Ugyanezért az oldatot ammónia-hidrátnak is nevezhetjük. Másrészt az ammóniumsók kálilúgtól azonnal elbomlanak: káliumsók és ammónium-hidroxid keletkezik, utóbbi rögtön (egyensúlyi folyamatban) elbomlik ammóniára és vízre:
{\displaystyle \mathrm {NH_{4}^{+}+OH^{-}\rightleftharpoons NH_{3}+H_{2}O} }.
Az ammónia nagy része az oldatból a levegőn elég gyorsan elillan, huzamos forralással pedig a vízből tökéletesen kiűzhető. Éppen ezért az ammóniaoldat csak zárt edényben tartható el.
Biztonsági adatok (lobbanáspont, alsó és felső határkoncentráció): MSDS
Alacsony hőmérsékleten és különféle összetételi arányoknál ammónia-dihidrát, monohidrát, és hemihidrát (két ammóniamolekulához kapcsolódik egy vízmolekula) formájában kristályosodik.
Az Antoine-állapotegyenlet:
{\displaystyle logp_{bar}=3,18757-{\frac {506,713}{T_{K}-80,78}}} (-109 °C és a hármaspont között a szublimációs görbére)
{\displaystyle lnp_{Pa}=21,691-{\frac {1791,691}{T_{K}-57,4314}}} (-115 °C és a hármaspont között a szublimációs görbére)
{\displaystyle lnp_{Pa}=21,0039-{\frac {1791,533}{T_{K}-50,54182}}} a hármaspont (-77,7 °C) és +50 °C között (a párolgásra)

## Felhasználása
Az ammóniát legnagyobb mértékben a műtrágyaipar használja fel (salétromsavgyártás).
Az ammóniát vagy oldatát, mint aránylag erős bázist, káli- vagy nátronlúg helyett használják, amikor illékonyságánál fogva azoknál előnyösebben alkalmazható. Az ammóniaoldat esetleg alkalmazott fölöslege ugyanis melegítéssel könnyen eltávolítható, úgyszintén hevítéssel az ammóniumsók is. E viselkedésénél fogva nátronlúg és szappan helyett használják az ammóniát mosásnál, halványításnál, festésnél, gyapjúmosásnál, folttisztításra (fekete szöveten sav okozta vörös folt ammóniaoldattal megnedvesítve azonnal eltűnik). Használják továbbá mint antiklórt, úgyszintén az ammóniás szódagyártásnál, ammóniumsók és indigó gyártásánál, lakkok és festékek előállításánál, klórezüstnek ércekből való kiválasztására, burnótgyártásnál stb.
Gyógyszerként többféle célra alkalmazzák; így például orron át belélegezve a nyálkahártya izgatásával, reflexes úton lélegzést vált ki. Külsőleg az ammóniaoldatot méhszúrásnál, a szúrás helyét ammóniaoldattal megnedvesítve is használják, Amerikában pedig kígyómarásnál, külsőleg és belsőleg. Az ammóniaoldat és olaj fehér, sűrűn folyós elegyét (Linimentum volatile, népiesen repülő zsír) külsőleg használják gyógyszerként. Régebben az ammóniagáz alkoholos oldatát (Spiritus Dzondii) gyógyszerként is használták.
Az erős lehűlést, amellyel a folyósított ammónia elpárolgása jár, jéggépeknél, a nyomást (7 atmoszféra) pedig, amelyet közönséges hőmérsékleten gyakorol, gépek hajtására értékesítik. 
Vízmentes ammóniát használnak különféle hűtőberendezésekben az űrtechnológia területén is (pl. NASA, Nemzetközi Űrállomás).
Az ausztrál kormány tudományos ügynökségének (CSIRO) kutatói 2018-ra kifejlesztettek egy olyan membrántechnológiai megoldást, amellyel a hidrogént ammóniává, majd azt ismét hidrogénné alakítják át, így könnyen szállíthatóvá válhat a környezetbarát, hidrogénhajtású autók üzemanyaga.

## Felhasználása hűtőközegként
A világ ipari hűtőberendezéseinek nagy része ammóniával működik. Az ammónia középnyomású hűtőközeg, ezért és kedvező termodinamikai tulajdonságainak köszönhetően általános hűtési célokra kiválóan alkalmazható. Egyezményes jele R717. Gyúlékonysága alacsony, a Föld légkörére nem ártalmas. Maró hatása miatt elővigyázatosan használandó. Az abszorpciós hűtőgépeknek szinte kizárólagos hűtőközege (ammónia–víz hűtőközeg-párként).
Az ammóniapalack fejrészének színe RAL 1018 cinksárga, ez kb. Munsell 2,7Y 8/11; Pantone 123 C (tömör, bevonatos, azaz solid, coated). COLORID rendszerben az A=14-es sárgának felel meg. A palack próbanyomása 33 bar, névleges töltési nyomása 22 bar (ilyen nyomáson és szobahőmérsékleten az ammónia folyadékállapotban van).
Kémiai tisztaság: 99,98%
víztartalom: 220 ppm (tömegtörtben 0,0002 kg/kg)
olajtartalom: 5 ppm (tömegtörtben 5·10-6 kg/kg)